# Museo Numismático Rigoberto Borjas
El Museo Numismático Rigoberto Borjas es un museo numismático en Tegucigalpa, Honduras de la historia y colección  de papel moneda, monedas y cuños en uso durante las distintas épocas de la historia hondureña, desde la época prehispánica y colonial de Nueva España hasta la republicana y la contemporánea. El museo está albergado en la nueva sede del Banco Central de Honduras en el bulevar Fuerzas Armadas y tiene una colección de aproximadamente 4.000 piezas.

## Historia
El museo fue fundado y abierto al público el 3 de junio de 1993 en la antigua sede del Banco Central de Honduras en el centro de Tegucigalpa. Cuando se inauguró la nueva sede del Banco Central en el bulevar Fuerzas Armadas en el 2016, el museo se mudó al nuevo edificio. El antiguo espacio en el centro de la ciudad fue puesto a la venta por el banco en el 2014.
El museo lleva el nombre de Rigoberto Borjas, el primer jefe de contabilidad del Banco Central de Honduras que falleció en 1996.

## Colección
El museo tiene una colección de aproximadamente 4.000 piezas que incluye papel moneda, monedas y cuños que estuvieron en uso y en circulación durante las distintas épocas históricas de Honduras. La colección tiene monedas y billetes de las antiguas monedas que circularon por Honduras incluyendo:
- El real español, usado durante más de tres siglos en Honduras durante la época colonial de Nueva España[9]
- El real de la República Federal de Centroamérica, usado durante la época de la República Federal de Centroamérica[9]
- El real hondureño, usado en la época republicana entre 1832 y 1862[9]
- El peso hondureño, usado entre 1862 y 1931[9]
- El lempira, la actual moneda de Honduras, en uso y en circulación desde 1931[9]

El museo también contiene algunas piezas numismáticas persas, griegas y romanas. También contiene algunas piezas de la época prehispánica de Honduras, antes de la llegada de los españoles en 1502.